# Зееберген
Зееберген (нем. Seebergen) — община в Германии, в земле Тюрингия. 
Входит в состав района Гота. Подчиняется управлению Драй Глайхен.  Население составляет 1311 человек (на 31 декабря 2006 года). Занимает площадь 8,88 км².